# فرانز فيليكس أدالبيرت كون
فرانز فيليكس أدالبيرت كون (بالألمانية: Franz Felix Adalbert Kuhn)‏ هو عامل في التراث الشعبي من ألمانيا، ولد في 19 نوفمبر 1812 في خوينا في بولندا، وتوفي في 5 مايو 1881 في برلين في ألمانيا.

## وصلات خارجية
- فرانز فيليكس أدالبيرت كوهن على موقع الموسوعة البريطانية (الإنجليزية)